# Castelnau-d'Anglès
Castelnau-d'Anglès é uma comuna francesa na região administrativa de Occitânia, no departamento de Gers. Estende-se por uma área de 11,94 km². Em 2010 a comuna tinha 90 habitantes (densidade: 7,5 hab./km²).